# Триметиламин N-оксид
Триметиламин N-оксидът е органично вещество с формулата (CH3)3NO. Образува силни водородни връзки с водата, който променят нагъването на белтъците за изменение на денатуриращия ефект на пикочината. Триметиламин N-оксидът се използва от акулите и други морски животни като осмолит.